# Perm Airlines
Perm Airlines – zlikwidowana rosyjska linia lotnicza z siedzibą w Permie.